# Serge Jeanneret
Pour les articles homonymes, voir Jeanneret.
Serge Jeanneret, né le 2 novembre 1911 à Paris où il est décédé le 11 avril 2000, est un instituteur, journaliste, militant nationaliste et homme politique français.
Il a collaboré à de nombreux périodiques et a été membre de divers mouvements d'extrême droite et de droite : l'Action française, le Parti populaire français (PPF), l'Union de défense des commerçants et artisans (UDCA), le Front national, le Rassemblement pour la République, des années 1930 aux années 1990.

## Biographie

### L'entre-deux-guerres
Fils d'Auguste Jeanneret, lieutenant « mort pour la France » durant la Première Guerre mondiale, et de Gabrielle Poulain, Serge Jeanneret suit ses études successivement à l'École normale primaire d'Auteuil puis à l'École normale supérieure de Saint-Cloud. Il est instituteur public à Paris puis professeur au collège Turgot dans cette même ville de 1930 à 1942.
Nationaliste, il milite au Cercle Fustel de Coulanges et adhère à l'Action française. Charles Maurras le décrit ainsi en 1932, à l'occasion d'un banquet du Cercle durant lequel Jeanneret a pris la parole : « Un autre instituteur, un très jeune homme, yeux ardents, visage résolu, traits marqués de tous les rayons de l'intelligence, a fait un bref discours, excellent, pour revendiquer deux grands biens dont l'instituteur est frustré ; un enseignement véridique de l'histoire de France et l'initiation au grec et au latin ». Il fonde en 1933 avec son frère René, instituteur également, l'Union Corporative des Instituteurs (UCI), issue du Cercle Fustel de Coulanges et dont il est le secrétaire général : c’est une « organisation de lutte contre la propagande antipatriotique des syndicats de l’enseignement », contre les « 80 000 instituteurs cégétistes » et les « 10 000 moscoutaires » du Syndicat national des instituteurs, « révolutionnaire, antipatriote, antimilitariste », contre les « politiciens » et les Loges maçonniques, et qui préconise « la suppression du parlementarisme »,,. Il dirige et anime à partir de mars 1934 son périodique, L'École française, destiné aux instituteurs « nationaux ». Auquel collaborent ponctuellement des membres ou des proches du Cercle Fustel de Coulanges comme Abel Bonnard, Albert Rivaud, Henri Boegner ou le général Maxime Weygand.
François Le Grix, directeur de La Revue hebdomadaire intéressé par sa « croisade antiparlementaire et antidémocratique », le charge de la rubrique « L’école primaire » dans son périodique, à partir d’août 1933.
Il milite pour le patriotisme à l'école et combat la politique scolaire du ministre Jean Zay durant le Front populaire. « Il a été ces dix dernières années le chef de file des instituteurs nationaux et c’est lui qui le premier publia le fac-similé du fameux texte de Jean Zay sur le drapeau torche-c… » (allusion à un poème antimilitariste de jeunesse de Jean Zay qui avait comparé le drapeau tricolore à « un torche-cul », que la droite lui rappela sans cesse) affirmera l’organe des étudiants français d’Action française en 1941,. Il loue Charles Maurras lors d'un meeting en son honneur en octobre 1937 : « Vous nous avez appris à penser, à agir, à vaincre. Vous remplissez le rôle de guide ».
À la demande d'industriels anticommunistes comme le Vosgien Georges Laederich, il a pu tenter d'implanter en 1938 son Union corporative des instituteurs en province, en l'occurrence dans les Vosges, sans succès. Son association est active mais elle ne rassemble alors que très peu d'instituteurs,.
Il collabore aussi à la fin des années 1930 à deux revues de la « jeune droite » maurrassienne : Combat et L’Insurgé. Il adhère au Parti populaire français (PPF). Ce nationaliste s'y déclare pacifiste en mai 1939 alors que les autres contributeurs évoluent vers des positions qui n'excluent plus l'entrée en guerre,.
Un certain antisémitisme affleure dans des articles hostiles au Front populaire de Léon Blum et aux communistes.
Lieutenant d'infanterie (de réserve) dans un régiment de marche en 1940, il est démobilisé après la défaite de 1940.

### Sous l'Occupation
Il s'exprime dès la rentrée 1940 sur la nécessité de la révision des manuels scolaires, demande de « faire confiance aux instituteurs » mais de « rénover les cadres ». Il est suspendu pour 7 mois « pour avoir mentionné, en marge de sa déclaration légale anti-maçonnique, son désir de mesures moins platoniques » mais le ministre Jérôme Carcopino le réintègre, à la suite de la médiatisation de la suspension et de l'appui qui lui apportent le PPF et des militants comme Émile Bocquillon ou Jean Azéma dans la presse . En juin 1941, il fait détruire des diplômes du certificat d'études primaires portant la mention de la République française et de sa devise « maçonnique » et les fait remplacer par la nouvelle devise du régime de Vichy, « Travail, Famille, Patrie ».
Début mai 1942, il devient chef adjoint de cabinet du ministre de l'Éducation nationale Abel Bonnard — qui a été avant guerre un proche du Cercle Fustel de Coulanges —, dans le gouvernement formé par Pierre Laval. Mais il en démissionne très rapidement, début juin. Il est décoré de la francisque (no 536).
Avec les deux livres qu'il publie pendant la guerre - La Vérité sur les instituteurs (1941) qui dénonce les dogmes démocratiques, républicains et révolutionnaires des instituteurs avant la guerre, puis L'école et l'esprit civique (1943) -, il poursuit son combat pour une éducation « patriotique ».

Serge Jeanneret collabore aux journaux du PPF de Jacques Doriot de 1940 à 1942 : L'Émancipation nationale et plus encore le quotidien Le Cri du peuple. Il signe des articles dans ce quotidien sous le pseudonyme d'Aliboron à destination des jeunes instituteurs en 1940. Sous son nom, il y appelle à l'épuration des cadres francs-maçons et « maçonnisants » de l'enseignement primaire et y dénonce en 1941 « l'esprit libéral et démocratique qui imprègne profondément nos institutions et notre opinion » et les principes de 1789. Il prend la parole au congrès parisien du PPF de mai 1941 : 

« On a tort de rendre les instituteurs socialistes et communistes responsables de l'échec de notre enseignement civique. Le principal responsable est le régime maçonnique qui a voulu que les instituteurs prêchent la démocratie,. »

Il publie aussi des articles dans d'autres journaux : l'hebdomadaire Je suis partout en 1941-1942, la Revue universelle d'Henri Massis, un ancien proche du cercle Fustel de Coulanges, l'hebdomadaire pétainiste et catholique publié à Bordeaux Voix françaises, la revue Idées, « revue de la Révolution nationale » (1943-1944),.
Il collabore également au quotidien parisien collaborationniste Le Matin de 1942 à 1944 ; ses articles en « une » s'intéressent aux instituteurs, aux conditions concrètes de l'éducation, et encore au « rôle civique et patriotique de l'école primaire ». Dans un de ses articles, il déplore la réaction cléricale : « On sait que je ne suis pas suspect d’hostilité à l’égard de l’enseignement libre, et que j’ai lutté pour la défense de la liberté des catholiques en un temps où il y avait quelque mérite à le faire. On sait aussi que je ne dissimule pas les défauts de notre école publique, ni les fautes des instituteurs. Mais dans quelle mesure le sectarisme des uns n’a-t-il pas suscité la réaction des autres ? […] Les procédés dont usent certains prêtres, et surtout leurs amis mal dévoués, risquent de réveiller partout cet anticléricalisme qui a fait tant de mal à la France ». Dans un autre, il verse dans l'antisémitisme.
Maurrassien germanophobe, il mène un double jeu et apparaît comme un vichysto-résistant : il fait partie du réseau du colonel Alfred Heurteaux, puis en 1942 du réseau de résistance Alliance, dirigé par Marie-Madeleine Fourcade, un réseau qui a principalement été fondé par d'anciens militants d'extrême droite ou de droite. Il fait aussi partie de l'Organisation de résistance de l'Armée.
Révoqué de l’enseignement à la Libération, il argue de son double jeu et reçoit la croix de guerre 1939-45 et la croix du combattant volontaire de la Résistance et obtient du Conseil d’État en 1946 la cassation de sa révocation.

### Après la Seconde Guerre mondiale
Au début des années 1950, il fréquente les milieux politiques « modérés » et devient l'éminence grise de certains parlementaires comme Edmond Barrachin ou Raymond Boisdé, ce qui lui permet d'être le secrétaire parlementaire du groupe ARS (Indépendants d'action républicaine et sociale) constitué en 1952 : ce sont les gaullistes qui ont accepté de soutenir Antoine Pinay. Il collabore à des périodiques comme L’Observateur catholique de Paul Lesourd ou à l'éphémère hebdomadaire Le Présent, aux côtés de Claude-Joseph Gignoux, Louis Salleron et René Belin. Il est aussi en 1954 directeur de la revue pédagogique L’Éducateur moderne lorsqu'il participe à un débat du Centre d'études politiques et civiques, à la suite d'une conférence de René Gillouin, qui avant-guerre a assisté à des banquets du Cercle Fustel de Coulanges. Avec le philosophe catholique Gustave Thibon, il donne une conférence en 1955  sur « la responsabilité des élites dans la civilisation de l'avenir » au Centre économique et social de perfectionnement des cadres,. Il participe aussi à la revue de La Fédération d'André Voisin, ancien de l'Union corporative des instituteurs et de la jeune droite.
Il rejoint le mouvement poujadiste en 1955, devient le responsable du service de presse de l'Union de défense des commerçants et artisans (UDCA) de Pierre Poujade et collabore à Fraternité française, journal de Poujade dirigé par un ancien du PPF, Camille Fégy. Il aurait été son rédacteur en chef de 1956 à 1959, succédant à Fégy.
Partisan de l'Algérie française, il signe en 1960 le contre-manifeste qui s'oppose au Manifeste des 121 et collabore jusqu'en 1963 au périodique antigaulliste L'Esprit public. Il signe en 1963 avec Roland Laudenbach, autre collaborateur de L'Esprit public et éditeur (la Table ronde) un contrat pour un ouvrage sur « la crise de l'enseignement », qui n'est pas paru. Il rejoint ensuite en 1965 le candidat de l'extrême droite à l'élection présidentielle, Jean-Louis Tixier-Vignancour ; il dirige son périodique, TV Demain. Il quitte Tixier-Vignancour après l'échec électoral de ce dernier.
Dans le même temps, il est proche de Bernard Lafay, signataire comme lui en 1960 du manifeste du Front national pour l'Algérie française, qui le nomme cette année-là à la commission exécutive du Centre républicain et en fait son chef de cabinet de 1969 à 1972 : Lafay est alors secrétaire d’État au développement industriel et scientifique dans le gouvernement de Jacques Chaban-Delmas,. Il continue ensuite de travailler auprès de Lafay, devenu député RPR.
Ce qui ne l'empêche pas de participer à la fondation du Front national en 1972 mais il le quitte en 1975 pour rejoindre le RPR. Il figure sur la liste RPR menée par Bernard Lafay lors d'une élection municipale à Paris en (mars 1977-1989). Il est conseiller municipal de 1977 à 1989, président de la commission du personnel et de l'administration générale du conseil de Paris, et conseiller régional (1977-1983).
Collaborateur de périodiques catholiques traditionalistes d'extrême droite (Présent, Itinéraires de Jean Madiran), il prend part en novembre 1981 à un meeting de catholiques traditionalistes « pour la défense de l'enseignement chrétien et de l'âme française », aux côtés de Madiran et de Bernard Antony. Il y déclare que ce sont les Frères des écoles chrétiennes, au dix-septième siècle, et, en particulier, saint Jean-Baptiste de La Salle, qui ont développé le système scolaire en France. La Révolution n'aurait fait selon lui que détruire le système sans pouvoir le remplacer : « Ce n'est pas à Jules Ferry que l'on doit la reconstruction de l'école, mais à François Guizot, en 1833. Jules Ferry et son équipe en ont recueilli les fruits pour les empoisonner ».
Il adhère en 1986 à nouveau au Front national. Il est élu conseiller régional FN d'Île-de-France, et devient vice-président du groupe FN au conseil régional. Il est candidat du FN aux élections législatives de 1988 contre le RPR Bernard Pons, élu. Sa profession de foi le présente comme capitaine d'infanterie de marine, titulaire de la croix de guerre 1939-45 avec trois citations, de la croix du combattant volontaire de la résistance et de la médaille d'engagé volontaire. Il appelle les électeurs à « faire échec au retour du socialisme (...) et à sanctionner la politique suicidaire de M. Jacques Chirac et de sa majorité qui vient d'aboutir à la réélection triomphale de M. François Mitterrand », dénonçant « les faiblesses, les erreurs et les reniements » du gouvernement de Jacques Chirac. Il est aussi tête de liste FN à Paris, dans le 17e arrondissement, lors des élections municipales de 1989, ne remportant que 8,21 % des suffrages exprimés.
Il conserve parallèlement ses fonctions au conseil de Paris où il siège toujours avec le RPR, ce qui conduit le socialiste Georges Sarre à déclarer en 1987 : « Paris doit être classée parmi les trois villes de France où le RPR, l’UDF et le Front national sont associés dans la majorité municipale. », les deux autres étant Dreux et Grasse (voir Alliances électorales du Front national). Les socialistes dénoncent alors le double langage de Jacques Chirac face au FN, évoquant les cas de Serge Jeanneret et d'Édouard Frédéric-Dupont.
Serge Jeanneret se retire de la vie politique en 1992. Sa mémoire est saluée par le conseil de Paris à sa mort.

## Distinctions
- Croix de guerre 1939-1945 (3 citations)
- Croix du combattant volontaire de la Résistance
- Croix du combattant volontaire de la guerre de 1939-1945
- Ordre de la Francisque

## Œuvres
- L'éducation et l'idée de patrie, Librairie de l'Arc, collection du Cercle Fustel de Coulanges, 1936, 219 p. ; une étude sur le patriotisme dans le primaire. Autres contributions d'Henri Boegner, Albert Rivaud, Olivier Pozzo di Borgo et Henri Carteron. Préface d'Abel Bonnard.
- L'école dans la nation, Paris, Éditions de l'Union Corporative des Instituteurs, 1938, 16 p.
- L'École et l'esprit public, Paris, Les Cahiers de Combat, no 4, 1938, 22 p.
- La vérité sur les instituteurs, Flammarion, 1941, 199 p.
- L'École et l'esprit civique, Flammarion, 1943, 177 p.